# Apostoli hitvallás
Az Apostoli hitvallás (latinul: Symbolum apostolicum vagy Symbolum apostolorum) a keresztény egyházak egyik legfontosabb és legismertebb hitvallása. Széles körűen elterjedten a 8. század óta használják a latin liturgikus szertartásokban.
A nyugati kereszténységben ez a legelterjedtebb hitvallás, a katolikus és a protestáns egyházakban széles körben ismert. Az ortodox egyházak nem használják, bár mindegyikük elismeri hitvallásként. 
Háromosztatú hitvallás, tehát három hitágazatban vallja meg a Szentháromság három személyébe vetett hitet. Szerkezetében és szóhasználatában is hasonlít a Nikaia–konstantinápolyi hitvalláshoz, viszont jóval rövidebb annál; mind a két hitvallást közkeletűleg Hiszekegynek is nevezik. Nem foglalkozik viszont néhány, a nikaiai hitvallásban meghatározott krisztológiai kérdéssel. Így nem mond semmit kifejezetten sem Jézus, sem a Szentlélek isteni mivoltáról. Emiatt a középkori latin hagyományban a nikaiai hitvallás előttinek tartották.

## A szöveg
| Latin szöveg | A szöveg értelme | Római katolikus szöveg | Károlyi-féle református szöveg |
| --- | --- | --- | --- |
| Credo in Deum, Patrem omnipoténtem, creatórem cæli et terræ. Et in Iesum Christum, Fílium eius únicum, Dóminum nostrum, qui concéptus est de Spíritu Sancto, natus ex María Vírgine, passus sub Póntio Piláto, crucifíxus, mórtuus et sepúltus, descéndit ad ínferos, tértia die resurréxit a mórtuis, ascéndit ad cælos, sedet ad déxteram Dei Patris omnipoténtis, inde ventúrus est iudicáre vivos et mórtuos. Credo in Spíritum Sanctum, sanctam Ecclésiam cathólicam, sanctórum communiónem, remissiónem peccatórum, carnis resurrectiónem, [et] vitam ætérnam. Amen. | Hiszek az Istenben, mindenható Atyában, égnek és földnek alkotójában; és Jézus Krisztusban az ő egyetlen fiában, a mi urunkban, aki megfogant a Szentlélek által, született Máriából, a Szűzből, szenvedett Pontius Pilatus idején, keresztre feszítették, meghalt és eltemették. Leszállt az alvilágba, harmadik napon feltámadt a holtak közül, felment az égbe, ül a mindenható Atya Isten jobb oldalán, onnan jön majd el ítélni élőket és holtakat; Hiszek a Szentlélekben, a szent egyetemes Egyházban, a szentek közösségében, a vétkek elengedésében, a fizikai test feltámadásában, és az örök életben. Ámen. | Hiszek egy Istenben, mindenható Atyában, mennynek és földnek Teremtőjében. És Jézus Krisztusban, az Ő egyszülött Fiában, a mi Urunkban, aki fogantatott Szentlélektől, született Szűz Máriától, szenvedett Poncius Pilátus alatt; megfeszítették, meghalt és eltemették. Alászállt a poklokra, harmadnapon feltámadt a halottak közül, fölment a mennybe, ott ül a mindenható Atyaisten jobbján, onnan jön el ítélni élőket és holtakat. Hiszek Szentlélekben. Hiszem a katolikus anyaszentegyházat, a szentek közösségét, a bűnök bocsánatát, a test feltámadását és az örök életet. Ámen. | Hiszek egy Istenben, mindenható Atyában, mennynek és földnek teremtőjében. És Jézus Krisztusban, Ő egyszülött Fiában, mi Urunkban, ki fogantaték Szentélektől, születék szűz Máriától, szenvede Poncius Pilátus alatt; megfeszítteték, meghala és eltemetteték. Szálla alá poklokra, harmadnapon halottaiból feltámada, felméne mennyekbe, ül a mindenható Atya Istennek jobbján onnan lészen eljövendő ítélni eleveneket és holtakat. Hiszek Szentlélekben. Hiszek egy közönséges, keresztyén anyaszentegyházat, szenteknek egyességét, bűneinknek bocsánatát, testünknek feltámadását, és az örök életet. Ámen. |

## Keletkezésének története
Egy ősi keresztelési hitvallásból Kr. u. 125-135 körül alakult ki az ún. régi Római hitvallás. Ennek eredeti nyelve görög volt, és a későbbi Apostoli hitvallásnál néhány tagmondattal kevesebbet tartalmazott. 
A hitvallás mai szövege a 6-8. században rögzült Nyugat-Európában. Az „Apostoli” hitvallás apostoli eredetét — az ókori egyházi hagyománnyal szemben — már L. Valla, a humanista tudós megcáfolta.
Rómában a 9-11. században vált kizárólagossá a többi szövegváltozattal szemben. Legkésőbb a 13. századra az egész nyugati kereszténység számára ez a szöveg lett a meghatározó. A hitvallás bibliai fordulatokból épül fel, tömören sorolja fel a keresztény hit legfontosabb tételeit. A leghosszabb, leghangsúlyosabb része a második hitágazat. Első ismert magyar fordítása a 16. század elejéről származik.
Egy IV. századi legenda szerint az Apostoli hitvallást a tizenkét apostol alkotta meg, mégpedig úgy, hogy mindegyikük egy-egy mondatot, tételt mondott, és ezek alkotják a ma is ismert szöveget. A legenda történetiségét már a 15. században elvetették.

## Használata
Dél-Franciaországban már az 5. században használatos. A 8. században Itáliában is elfogadták, mert a régi római hitvallástól csak annyiban különbözött, hogy valamivel hosszabb volt. A 8. századtól általánosan elterjedt nyugaton. 
A nyugati kereszténységben gyakran használják a hitoktatás során, a keresztény hit lényegének rövid összefoglalásakor és az istentiszteleteken. A katolikus miséken ritkábban hangzik el, mint a Nikaia–konstantinápolyi hitvallás, legtöbbször keresztelési szertartáshoz kapcsolódóan. A protestáns egyházak istentiszteleteiken jóval gyakrabban használják. A keresztelési szertartás keretében elterjedt és ősi formája az Apostoli hitvallásnak, amikor a keresztelő pap vagy lelkész a családnak kérdés formájában („Hisztek-e…”) mondja el a hitvallást, amire a család így válaszol: „Hiszünk”.
Sok reformáció-kori vagy későbbi katekizmus tartalmazza az Apostoli hitvallás szövegét, és gyakran részletesebb magyarázatot is fűz hozzá, mint például Luther Márton Kis kátéja vagy a Heidelbergi káté.